# Триоль

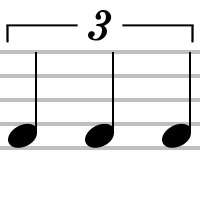
Триоль из трёх четвертных нот

Трио́ль (фр. triolet) — группа из трёх нот одинаковой длительности, в сумме по времени звучания равная двум нотам той же длительности. Возникает в случае, когда временно́й интервал, в текущем размере занимаемый двумя нотами, необходимо разделить на три равные части. В триоль вместо ноты также может входить пауза той же длительности или две ноты вдвое меньшей длительности и т. п.
В нотной записи для обозначения триоли ставится цифра 3 над (или под) группой нот, объединённых общей чертой либо квадратной скобкой за неимением общей черты (пример: четверть + восьмая в контексте триоли).
В классико-романтической музыке триольное деление — наиболее распространённый способ особого («иррационального») деления ритмических длительностей.

## Ссылки

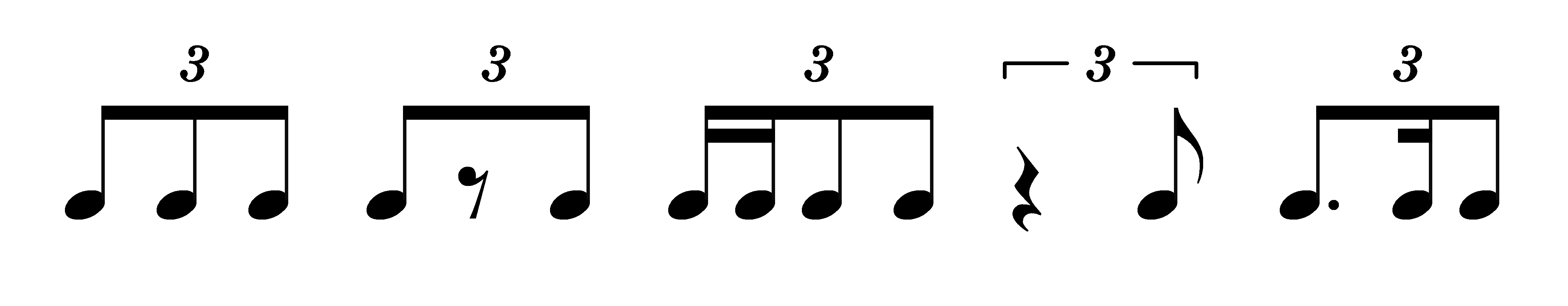
Различные комбинации нот и пауз в триоли